# Krankenhauskapelle (Olesno)

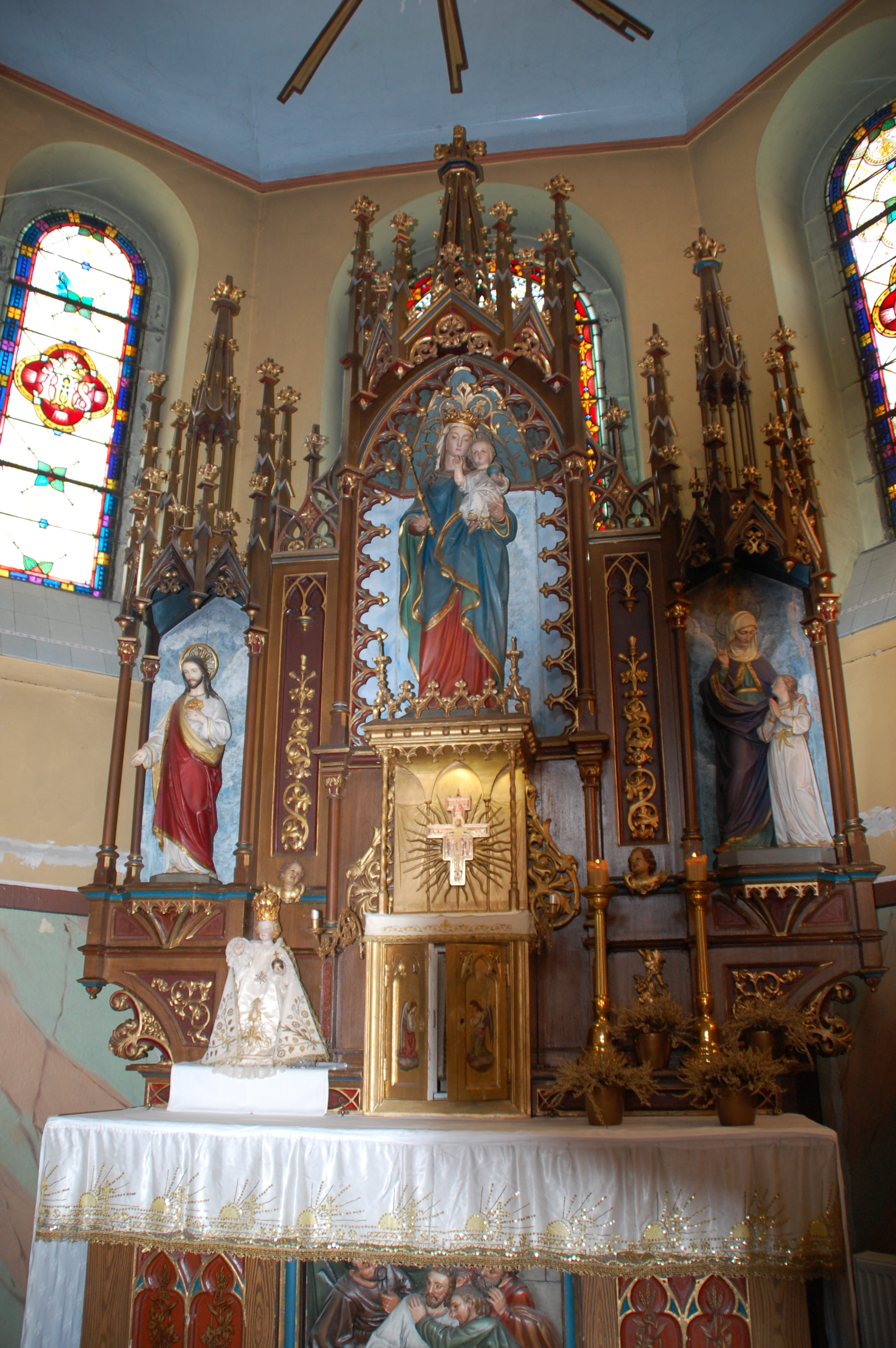
Der Hochaltar

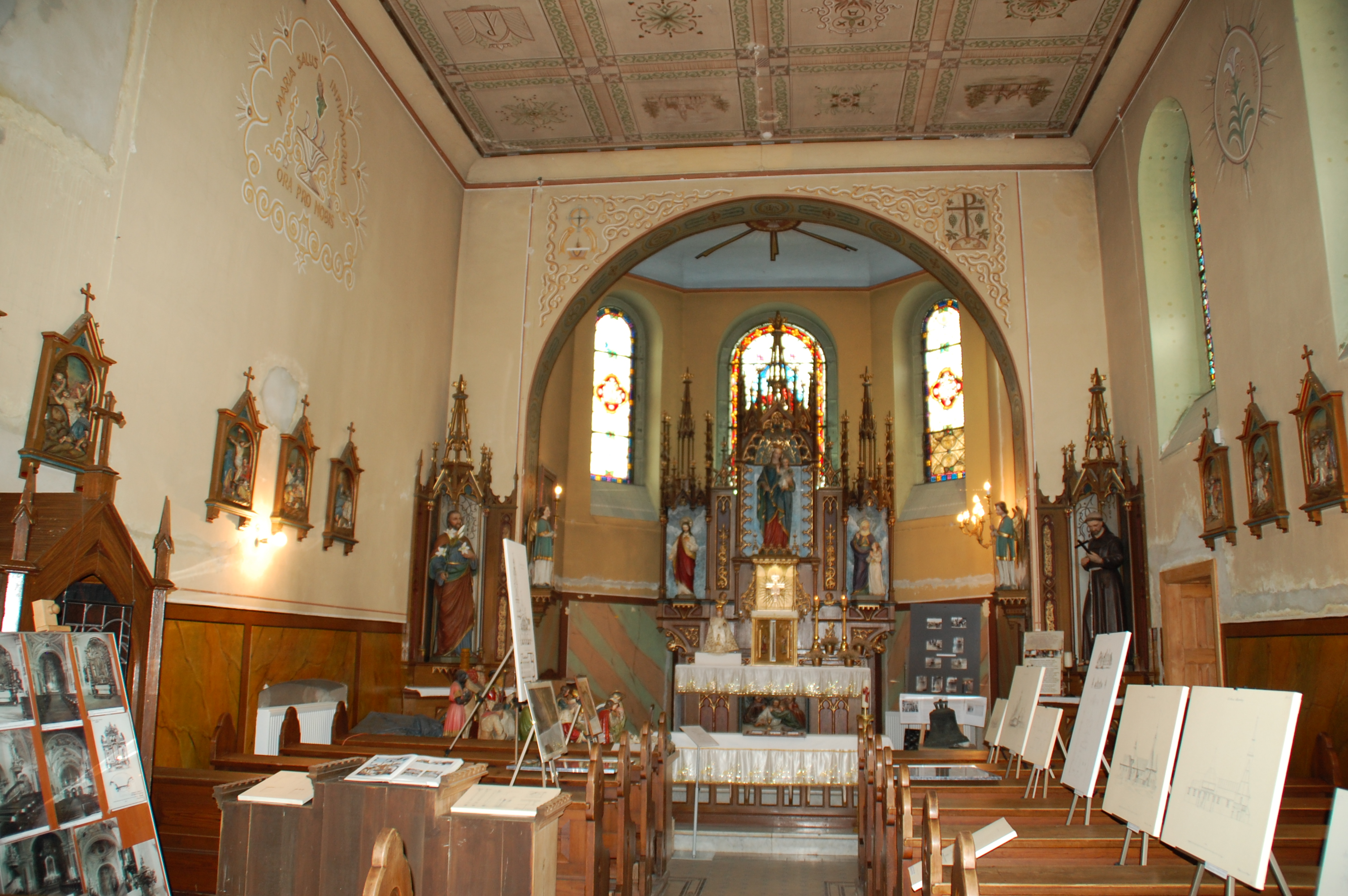
Innenansicht

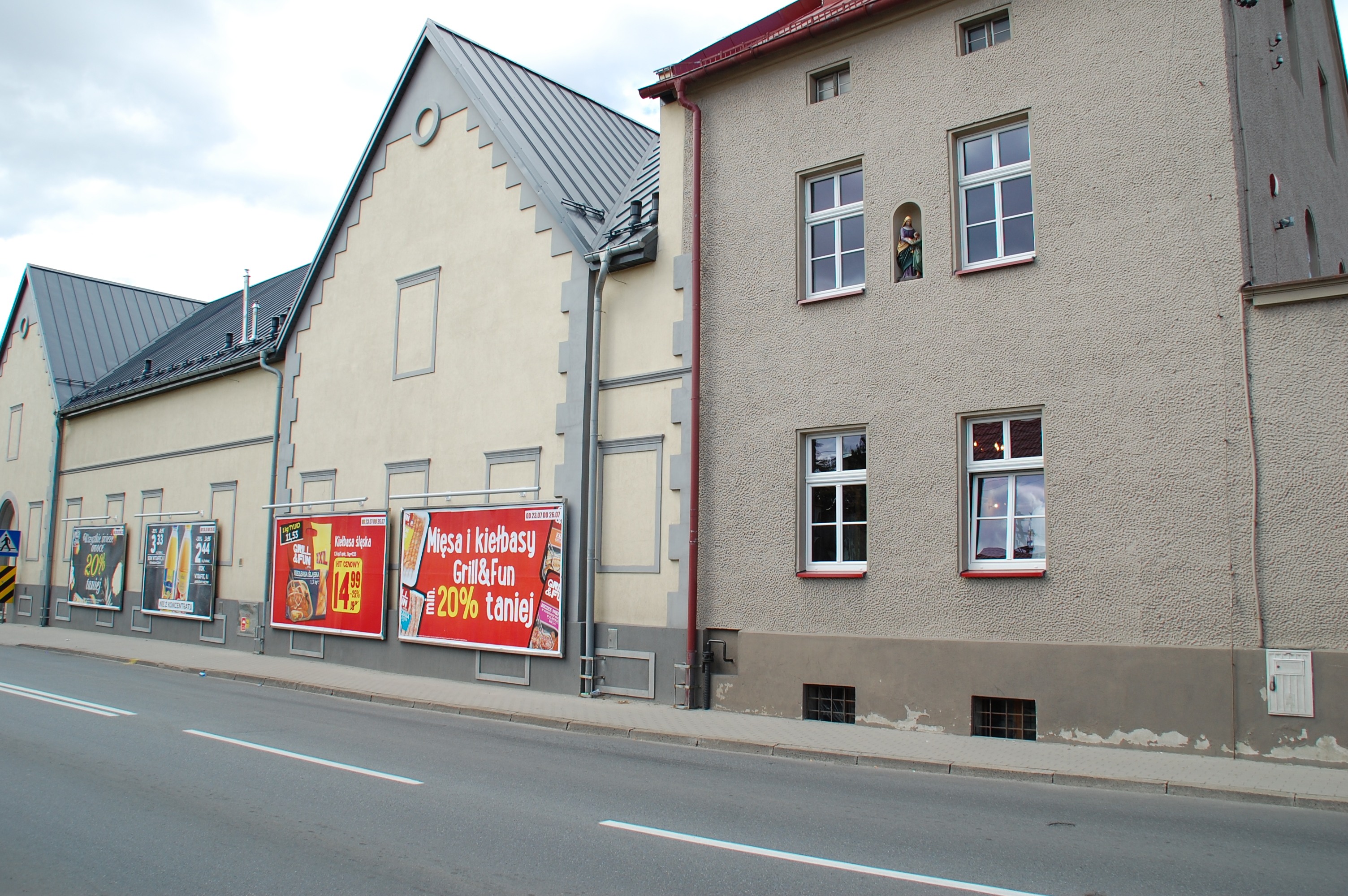
Außenansicht

Die Krankenhauskapelle in Olesno (Rosenberg O.S.) ist ein denkmalgeschützter Sakralbau. Sie diente einst als Kapelle des inzwischen abgerissenen Krankenhauses der Stadt.

## Geschichte
Nachdem man anlässlich der Krankenhauserweiterung im Jahr 1869 zunächst im östlichen Flügel eine Annen- und Marienkapelle errichtet hatte, wurde im Zuge der Erweiterung des Krankenhauses 1909 der Bau der größeren neogotischen Kapelle begonnen und 1910 fertiggestellt. Anfangs war der Zugang zu dieser Maria geweihten Kapelle nur durch das Hospital selbst möglich. Später wurde auch ein Zugang von der Straße geschaffen. Neben den Krankenhausinsassen wurde sie häufig auch von Gläubigen aus dem Ort aufgesucht. Eine Verbindung zum Hospital bestand auf der Erdgeschossebene, und im ersten Stock gelangte man auf eine Empore, von der die Kranken aus dem Obergeschoss den Gottesdiensten beiwohnen konnten.
Längere Zeit blieb die Kapelle nach dem Zweiten Weltkrieg für die Öffentlichkeit unzugänglich. Als die Kriegsspuren 1958 beseitigt wurden, erhielt die Kapelle einen helleren Anstrich und die aufwändige Deckenmalerei wurde restauriert.
Nachdem die bislang im Krankenhaus Dienst leistenden Ordensschwestern 1995 die Stadt verlassen hatten, fanden Gottesdienste nur noch sporadisch statt. Mit dem Bau eines neuen Krankenhauses setzte ab 1997 der Verfall des Gebäudes ein, das im Jahr 2006 verkauft wurde. Pläne zur Umwandlung in ein Hospiz oder Altenheim scheiterten und der Gesamtbau war 2011 weitgehend zu einer dachlosen Ruine geworden.
Trotz starker Bestrebungen im Jahr 2009 zum Abriss der Kapelle wurde diese, nicht aber der Gesamtbau, unter Denkmalschutz gestellt. Der Gesamtbau wurde – abgesehen von Fassadenresten – zugunsten eines Supermarktes abgerissen.
Die Kapelle blieb erhalten und wurde baulich von dem Neubau getrennt. Während der Bauarbeiten kam es in der Kapelle zu Zerstörungen insbesondere an den Glasfenstern. Daraufhin wurden verbliebene Fenster und Wertgegenstände entfernt. Heute kümmert sich eine private Initiative um Erhalt und Renovierung der Kapelle. Neben der restaurierten Ausstattung enthält sie eine Ausstellung zur Baugeschichte des Baus und weiterer Kirchen der Umgebung.

## Bau und Ausstattung
Der flachgedeckte rechteckige neogotische Saalbau ist mit einer kleinen Apsis versehen. An der Außenfassade wurde eine Figur der Heiligen Anna mit ihrer Tochter angebracht, die vom Altar der alten Krankenhauskapelle stammt.
Die Kapelle verfügt über einen Hochaltar mit Jesuskind und zwei Nebenaltäre. Einer davon ist dem Heiligen Franziskus gewidmet, dem Patron der im Krankenhaus tätigen Schwesterngemeinschaft. Der Hauptaltar erhält Reliquien der Heiligen Gaudentius und Januosius. Auffällig an der Ausstattung sind eine Reihe von Engeldarstellungen. Die Kapelle verfügt über mehrere Glasfenster.
Die Deckenmalerei der flachgedeckten Kapelle zeigt neben Ornamenten Abbildungen vier örtlicher Kirchen (St. Anna, St. Rochus, St. Michael und Corpus Christi Kirche). An den Seitenwänden befinden sich weitere symbolische Darstellungen.